# S/2006 S 3
S/2006 S 3 – księżyc Saturna, którego odkrycie ogłoszono 26 czerwca 2006 roku. Jego średnica wynosi około 5 kilometrów. Nie został jeszcze oficjalnie nazwany. Część z nowo odkrytych księżyców otrzymała już własne nazwy, reszta otrzyma je w ciągu kilku lat.
Należy do grupy nordyckiej nieregularnych, zewnętrznych księżyców planety, poruszających się ruchem wstecznym.